# Francisca Senhorinha da Motta Diniz
Francisca Senhorinha da Motta Diniz fue una profesora mineira que tuvo un papel importante en la historia de las luchas feministas en el Brasil, siendo la fundadora del periódico O Sexo Feminino, que llevaba la bandera de la educación femenina, alertando a las mujeres de que el enemigo con la que luchaban era la ignorancia femenina, defendida por la ciencia "de los hombres". Esa publicación contaba con la colaboración de sus dos hijas: Albertina, y Elisa Diniz, y de otras militantes.
Era hija de Gertrudes Alves de Mello, y de Eduardo Gonçalves da Motta Ramos. Y se casó con el abogado José Joaquim da Silva Diniz, que también era propietario del diario O Monarchista.
En sus escritos, atacaba la ignorancia en sus derechos, que tornaba a la mujer esclava, y no una compañera del hombre. Defendía que las soluciones de los problemas brasileños dependían exclusivamente de la mujer, y de su participación efectiva en la sociedad.
Pero defendió viejas ideas, de las esferas separadas sobre las actividades tanto de hombres y mujeres: las más violentas y brutales deben ser exclusivas del hombre, las demás deberían estar abiertas a las mujeres. Además, defendía la idea de que las mujeres eran mejores científicos porque tenían más paciencia para los estudios.
Fue el primer periódico en abogar por el sufragio femenino; y con la proclamación de la República, el 15 de noviembre de 1889 (135 años), el voto fue extendido a todos los hombres alfabetizados; y ella, como protesta por la exclusión de la mujer, el periódico pasó a llamarse O Quinze de Novembro do Sexo Feminino, acercando una columna para la discusión sobre el sufragio universal efectivo.
Como profesora, fue la responsable de la formación de la primera promoción de profesoras de la "Escuela Normal de Campanha da Princesa.

## Algunas publicaciones
- 1886. A judia Rachel